# Амалазунта
 Тази статия е за кралицата на остготите.  За астероида със същото име вижте 650 Амалазунта.  
Амалазунта (Amalasuntha, също Amalasuentha, Amalaswintha, Amalasuintha; * 496; † 30 април 535, убита на остров Мартана в Болсенското езеро, Лациум) е кралица на остготите (526 – 535).

## Произход и брак
Единствена дъщеря е на Аудофледа (дъщеря на краля на франките Хилдерих I) и Теодорих Велики.
Омъжена е през 515 г. за Еутарих († ок. 522), вестготски княз от рода на Амалите, който вероятно има кръвна връзка чак до Ерманарих. От този брак има две деца – Аталарих (* 516; † 534) и Матазуента (* 518; † сл.550).

## Регентство
След смъртта на крал Теодорих през 526 г., според завещанието му на трона се възкачва сина ѝ Аталарих. Понеже новият крал е само на 10 години, Амалазунта става регентка на сина си.
Дълбоко свързана с римската култура и самата тя високо образована (тя владее няколко езика), нейното регентство е известно с усилията ѝ за постигане на равенство между арианите остготи и католически Рим. Това, че Амалазунта образова своя син обширно и в римска традиция, която се отличава силно от мисловния свят на готските благородници и народ, води до допълнително напрежение във връзките с готските благородници. Още след погребението на баща ѝ готските князе се отдръпват от нея. Тя самата прогонва трима готски аристократи, понеже ги заподозрява в интриги против нейното господство, после нарежда да ги убият. Едновременно води тайни преговори с император Юстиниан I, да му отстъпи остготското царство и заедно с готската аристокрация да се пресели в Константинопол. Дава северен Прованс обратно на франките, отблъсква ругите и през 533/534 помага на византийския пълководец Велизарий за завоюването на Вандалското царство.

## Кралица
След смъртта на синът ѝ Аталарих (534) Амалазунта става кралица и за да засили своята позиция, прави братовчед си Теодахад съ-крал. Още през следващата година Теодахад нарежда да я арестуват в Равена и изпратят на остров Мартана в езерото Болсена, където я убиват – там тя е удушена в банята. Това води до навлизане на византийските войски в Италия.
През ранното Средновековие има слух, че императрица Теодора е наредила на своя дипломат Петър Патриций да отстрани свалената кралица, но това трудно може да се каже дали е истина.
Голяма част от известната информация за личността на Амалазунта дават писмата от Касиодор, главен министър и литературен съветник на Амалазунта, и историческите доклади на Прокопий и Йорданес.

## Други
- Карло Голдони пише трагедията „Амалазунта“, представена в Милано (1733).
- На 4 октомври 1907 г. астрономът Аугуст Копф открива астероид и му дава името Амалазунта.